# Aleksandra Sadovnikova
Aleksandra Anatol'evna Sadovnikova (in russo Александра Анатольевна Садовникова?; 15 ottobre 1986) è una pentatleta russa.

## Palmarès
In carriera ha conseguito i seguenti risultati:
- Europei

Albena 2004: oro nel pentathlon moderno staffetta a squadre.
Montepulciano 2005: oro nel pentathlon moderno a squadre ed individuale.